# Henry Golding
Henry Golding, född 5 februari 1987 i Sarawak, Malaysia, är en brittisk skådespelare.
Golding har bland annat medverkat i filmerna Last Christmas och The Gentlemen från 2019 samt Assassin Club från 2023, och kommer även att medverka i filmen Tigerns lärling som har planerad premiär i januari 2024.

## Filmografi (i urval)
- 2018: Crazy Rich Asians
- 2019: Last Christmas
- 2019: The Gentlemen
- 2023: Assassin Club
- 2024: Tigerns lärling
- 2024 – The Ministry of Ungentlemanly Warfare
- 2024 – Daniela Forever
- 2025 – The Old Guard 2